# R136a7
R136a7는 독거미 성운의 R136 산개 성단에 위치한 청색 거성이다. 현재 발견된 항성 중 3번째로 무겁다.

## 발견 및 역사
2010년 7월, 영국 셰필드 대학의 천체 물리학과 폴 크라우서 관측단이 발견했다.
참고로, R136 산개 성단에서 불과 약 5 파섹의 반경 안에 매우 높은 질량의 별이 다수 발견되었다.

## 의의
R136 산개 성단은 크게 R136a, R136b, R136c의 3개 그룹으로 나눌 수 있는데, 그중 가장 큰 R136a 그룹에서 R136a7은 2번째로 무겁고 9번째로 밝은 별이다.

## 나이
나이는 약 80만 년 내외로 태양에 비해 상대적으로 젊어 보이지만, 질량이 클수록 별의 수명은 기하급수적으로 줄어들기 때문에 질량 대비 이미 중년의 나이를 지난 것으로 보인다.

## 최후

### 초신성 형태
태양의 150배 이상의 무거운 별은 일반 초신성의 100배 이상의 에너지를 방출하는 극초신성 그리고 Ic형 형태의 죽음을 맞이할 것이라고 추측하고 있다. 이 별의 질량은 매우 커서, 연료 부족으로 중심핵이 수축되기 전에 쌍불안정형 초신성의 형태로 최후를 맞이할 것으로 보인다.

### 잔해
R136a7이 최후를 맞는다면 중심부에 블랙홀이 남을 것이다.

### 초신성 관측
하지만 별 까지의 거리가 아주 먼 탓에 우리 맨눈으로 폭발하는 R136a7을 관측하기 힘들 것이다.

## 같이 보기
- 타란튤라 성운
- 대마젤란 은하
- 영국 셰필드 대학